# Jacksonville Jaguars 2001
La stagione 2001 dei Jacksonville Jaguars è stata la 7ª della franchigia nella National Football League.

## Scelte nel Draft 2001
| Giro | Giocatore         | Ruolo            | College               |
| ---- | ----------------- | ---------------- | --------------------- |
| 1    | Marcus Stroud     | Defensive tackle | Georgia               |
| 2    | Maurice Williams  | Tackle           | Michigan              |
| 3    | Eric Westmoreland | Linebacker       | Tennessee             |
| 3    | James Boyd        | Defensive back   | Penn State            |
| 5    | David Leaverton   | Punter           | Tennessee             |
| 6    | Chad Ward         | Offensive guard  | Washington            |
| 7    | Anthony Denman    | Linebacker       | Notre Dame            |
| 7    | Marlon McCree     | Defensive back   | Kentucky              |
| 7    | Richmond Flowers  | Wide receiver    | Tennessee-Chattanooga |
| 7    | Randy Chevrier    | Defensive tackle | McGill University     |

## Calendario

### Stagione regolare
| Stagione regolare |                    |                        |                    |                    |
| Turno             | Data               | Avversario             | Risultato          | Pubblico           |
| 1                 | 9/9/2001           | Pittsburgh Steelers    | V 21–3             | 63,785             |
| 2                 | 23/9/2001          | Tennessee Titans       | V 13–6             | 65,994             |
| 3                 | 30/9/2001          | Cleveland Browns       | S 14–23            | 57,875             |
| 4                 | 7/10/2001          | at Seattle Seahawks    | S 15–24            | 54,524             |
| 5                 | Settimana di pausa | Settimana di pausa     | Settimana di pausa | Settimana di pausa |
| 6                 | 18/10/2001         | Buffalo Bills          | S 10–13            | 58,893             |
| 7                 | 28/10/2001         | at Baltimore Ravens    | S 17–18            | 69,439             |
| 8                 | 4/11/2001          | at Tennessee Titans    | S 24–28            | 68,798             |
| 9                 | 11/11/2001         | Cincinnati Bengals     | V 30–13            | 57,161             |
| 10                | 18/11/2001         | at Pittsburgh Steelers | S 7–20             | 62,644             |
| 11                | 25/11/2001         | Baltimore Ravens       | S 21–24            | 53,530             |
| 12                | 3/12/2001          | Green Bay Packers      | S 21–28            | 66,908             |
| 13                | 9/12/2001          | at Cincinnati Bengals  | V 14–10            | 44,920             |
| 14                | 16/12/2001         | at Cleveland Browns    | V 15–10            | 72,818             |
| 15                | 23/12/2001         | at Minnesota Vikings   | V 33–3             | 64,150             |
| 16                | 30/12/2001         | Kansas City Chiefs     | S 26–30            | 59,396             |
| 17                | 6/1/2002           | at Chicago Bears       | S 13–33            | 66,944             |

## Classifiche
| (1) Pittsburgh Steelers | 13 | 3  | 0 | .813 | 352 | 212 | V1 |
| (5) Baltimore Ravens    | 10 | 6  | 0 | .625 | 303 | 265 | V1 |
| Cleveland Browns        | 7  | 9  | 0 | .438 | 285 | 319 | S1 |
| Tennessee Titans        | 7  | 9  | 0 | .438 | 336 | 388 | S2 |
| Jacksonville Jaguars    | 6  | 10 | 0 | .375 | 294 | 286 | S2 |
| Cincinnati Bengals      | 6  | 10 | 0 | .375 | 226 | 309 | V2 |

Fonte: